# Sgùrr Choinnich Mòr
Der Sgùrr Choinnich Mòr  ist ein als Munro und Marilyn eingestufter Berg in Schottland. Sein gälischer Name bedeutet in etwa Große felsige Spitze des Mooses. Er liegt an der Westküste in der Council Area Highland östlich von Fort William in der Bergkette der Grey Corries. Diese schließt sich östlich an die nach dem Ben Nevis, dem höchsten Berg Großbritanniens, benannte Nevis Range an.

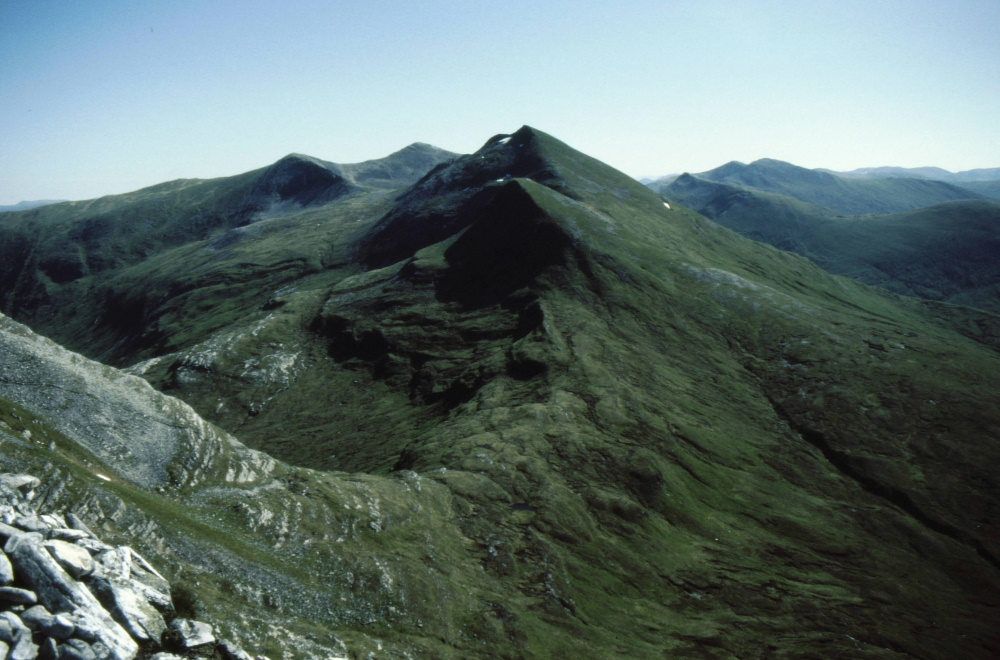
Blick vom Sgùrr a' Bhuic, dem südlichsten Vorgipfel des Aonach Beag auf die Grey Corries, in der Mitte die Spitze des Sgùrr Choinnich Mòr, davor der Sgùrr Choinnich Beag

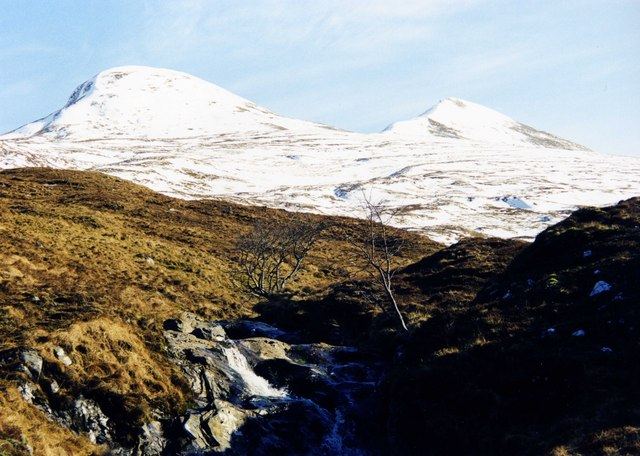
Sgùrr Choinnich Beag (links) und Sgùrr Choinnich Mòr (rechts) von Südwesten aus dem Glen Nevis

Mit seinen 1094 Metern Höhe ist der Sgùrr Choinnich Mòr der dritthöchste Munro der Grey Corries, einer komplexen, überwiegend aus hellen Quarziten bestehenden Bergkette mit insgesamt vier Munros sowie weiteren, als Top eingestuften Gipfeln. Der Sgùrr Choinnich Mòr liegt am westlichen Ende der Bergkette, die durch das Tal des Allt Coire an Eòin und einen etwa 730 Meter hohen Bealach vom westlich benachbarten Aonach Beag getrennt ist. Sein pyramidenförmiger Gipfel ist Teil des etwa von Südwesten nach Nordosten verlaufenden Hauptgrats der Grey Corries. Nach Nordosten besteht über den rund 930 Meter hohen Bealach Coire Easain im Hauptgrat ein Übergang zum Stob Coire Easain, einem 1080 Meter hohen Munro-Top des benachbarten Stob Coire an Laoigh. In Richtung Südosten läuft der Hauptgrat über einen rund 900 Meter hohen Sattel und den 963 Meter hohen Vorgipfel Sgùrr Choinnich Beag allmählich ins Glen Nevis aus. Im Gipfelbereich ist die Pyramide des Sgùrr Choinnich Mòr felsig und fällt teils steil nach Nordwesten ins Coire an Easain ab. Nach Südosten öffnet sich ein kleines, ebenfalls steiles und felsig-gerölliges Kar, das Coire nan Cnàmhan.
Zustiegsmöglichkeiten zum Sgùrr Choinnich Mòr bestehen über die beiden zum Gipfel führenden Grate. Viele Munro-Bagger besteigen die drei entlang der Hauptkette der Grey Corries liegenden Munros im Rahmen einer langen Tagestour. Ausgangspunkt ist die Farm Coirechoille bei Spean Bridge. Von dort führt der Anstieg über den Stob Choire Claurigh und dessen Vorgipfel und weiter entlang der Hauptkette bis zum Sgùrr Choinnich Mòr. Ebenso kann der der Hauptkette im Norden vorgelagerte Beinn na Socaich für den Zu- und Abstieg genutzt werden, diese wird dann am Stob Coire Easain erreicht, von dort aus schließt sich der Sgùrr Choinnich Mòr in der Hauptkette südwestlich an. Alternativ kann der Berg auch aus dem Glen Nevis über seine Südflanke, vorbei am Sgùrr Choinnich Beag, bestiegen werden.